# گمینا خوچیول
گمینا خوچیول (به لهستانی:  Gmina Chociwel) یک گمینا در لهستان است که در شهرستان ستارگارد واقع شده‌است. گمینا خوچیول ۱۶۰٫۵۷ کیلومتر مربع مساحت و ۶٬۱۰۶ نفر جمعیت دارد.